# 提比略·克勞狄烏斯·塞維魯斯·普羅庫盧斯
提比略·克勞狄烏斯·塞維魯斯·普羅庫盧斯（Tiberius Claudius Severus Proculus）是羅馬帝國元老院成員，格奈烏斯·克勞狄烏斯·塞維魯斯之子，母親是羅馬皇帝馬可·奧理略的女兒安妮亞·奧蕾莉婭·加蕾莉婭·福斯蒂娜。他的女兒安妮亞·福斯蒂娜在221年嫁給皇帝埃拉伽巴路斯，成為後者的第三任皇后。